# Gemenii Cramp
Gemenii Cramp (în engleză: Cramp Twins) este un serial de desene animate creat de caricaturistul Brian Wood, fiind bazat pe romanul grafic al său cu același nume din 1995. Serialul a fost produs de TV-Loonland AG, Sunbow Entertainment (în sezonul 1) și Telemagination (în sezonul 2) în asociere cu Cartoon Network Europe.
În România, serialul a avut premiera pe Cartoon Network în 2002.

## Despre serial
În Gemenii Cramp este vorba despre o rivalitate între cei doi frați: Lucian și Wayne. Lui Lucian îi place să-și petreacă timpul în mlaștină, împreună cu prietenul lui, Tony , pe când lui Wayne îi place să-și petreacă timpul jucându-se cu fierătanii.

## Personaje

### Personaje principale
- Lucian Cramp este fratele cel mai deștept. Are 10 ani. Îi place să-și petreacă timpul în mlaștina din Orașul Săpunului (Soap City), alături de cel mai bun prieten, Tony. Sensibil și bizar, îi place să tricoteze, e dornic să fie plăcut celorlalți și are un spirit academic, conștient de necesitatea protejării mediului. Se pare că este cu câteva minute mai mare decât Wayne, cum se vede în generic că a fost scos primul. Are pielea roz.
- Wayne Cramp este cel mai înalt și mai puțin deștept dintre cei doi frați. Are o piele hilară rară la oameni, cea albastră. Își petrece timpul bătându-l pe fratele său. Îi place să aducă în casă fierătanii de la groapa de gunoi. Este plăcut de Wendy Winkle, care are o slăbiciune pentru el. Într-un episod se afirmă că numele lui mic este Archibald. Îi place să-și facă părinții să creadă că el este copilul îngeraș, schimbându-și vocea într-una de copil cuminte. El este prieten cu Joe Jegosu'.
- Doamna Cramp (Dorothy Cramp) este mama celor doi gemeni Wayne și Lucian, și soția Domnului Cramp. Este dependentă de curățenie. A transformat subsolul casei într-un laborator de curățenie și depășește linia de isterie. Are o slăbiciune pentru Agentul X care vine mereu la ea. Are pielea galbenă.
- Domnul Cramp (Horace-Herman-Neville Cramp) este tatăl lui Lucian și Wayne și soțul Doamnei Cramp. Este un tip comod care vrea să ducă o viață liniștită. Este obsedat să-și facă șeful mândru de munca sa. Este de asemenea obsedat de Vestul Sălbatic. Poate fi văzut urmărind emisiuni Cowboy sau exersând cu lasoul. Are o slăbiciune pentru Rodeo Rita, o cântăreață de muzică Rodeo. Are pielea verde.
- Tony Parsons este cel mai bun prieten al lui Lucian. Este un băiat de mlaștină, care locuiește alături de cei cinci frați și părinții lui. Tatăl lui se numește Seth, iar mama Lily. Are 50 cm, și intră tot timpul în necazuri din cauza asta. Putem să zicem că este cel mai scund băiat de zece ani din lume. El repară țevile mlaștinii. La fiecare propoziție, el nu știe să zică litera "r", doar pe "l". Are pielea roz.
- Wendy Winkle este fetița lui Walter Winkle, șeful Domnului Cramp. Este dură cu toată lumea, exceptându-l pe Wayne. Îl place foarte mult și ar face orice să-l cucerească. Este fițoasă și are multe pretenții si e obsedata de modă. Este născută într-o familie foarte bogată. Are pielea roz.
- Mari Phelps este prietena lui Lucian. Cooperează de multe ori cu el în treburile Anti-poluare. Este o copilă adoptată de o familie foarte ciudat de fericită. Toți membrii (cu excepția lui Mari) au părul maro și niște priviri fixe, care te sperie. Mari este "oaia neagră" în familia ei adoptivă proastă. Are pielea roz.

### Personaje secundare
- Joe Jegosu' este un om mai în vârstă, ce locuiește într-o rulotă, la groapa de gunoi. Este de asemenea prietenul lui Wayne. Joe este un personaj căruia nu i s-a văzut decât o mână sau o parte din corp. El n-a făcut în viața lui un duș, până ce s-a mutat într-un episod la familia Cramp. Joe este galben.

- Walter Winkle este șeful Domnului Cramp și tatăl lui Wendy. Locuiește într-o casă uriașă, luxoasă. Este posibil să fie un om de mlaștină (s-a amintit în multe episoade). Soția lui este grasă, dezinteresată, dar având aceleași gusturi ca ale fiicei sale. El este patronul fabricii de săpun. Are pielea roz.

- Hillary Hissy (Domnișoara Hissy) este învățătoarea lui Lucian, Wayne, Mari și Wendy. Este prietena lui Joe Jegosu'. Este foarte puternică. Într-un episod s-a dezvăluit faptul că e expertă la Karate și Arte Marțiale. A fost văzută de asemenea că face Parkour. Are pielea roz.
- Agentul X este agentul de curățenie îmbrăcat elegant și care face deseori vizite la familia Cramp. Este interesat de obsesia doamnei Cramp pentru curățenie. Într-un episod, doamna Cramp chiar s-a angajat la firma de curățenie a Agentului X, el fiind impresionat de silința dată de Dorothy pentru curățenie. Are pielea roz.
- Bunica este mama lui Dorothy Cramp și soacra lui Herman. Nepoții ei, Lucian și Wayne n-o suportă pentru că este foarte autoritară și nu se poate adapta la era curentă în care oamenii nu se trezesc la 6 să mulgă vaca sau să bea lapte natural. A apărut în 2 episoade: Dragii Bunicii și Pianul lui Mamaie. Are pielea galbenă.

## Episoade
| N/o       | Titlu român                             | Titlu englez        |
| --------- | --------------------------------------- | ------------------- |
|           |                                         |                     |
| SEZONUL 1 |                                         |                     |
|           |                                         |                     |
| 01        | Moda zilei                              | Fashion Passion     |
| 01        | Mica problemă                           | Small Wonder        |
|           |                                         |                     |
| 02        | Plasă la-ntâlnire                       | Date Dupe           |
| 02        | Agentul X                               | Agent X             |
|           |                                         |                     |
| 03        | Maimuța domnului Winkle                 | Mr. Winkle Monkey   |
| 03        | Wendy cea răutăcioasă                   | Wicked Wendy        |
|           |                                         |                     |
| 04        | Febra mlaștinei                         | Swamp Fever         |
| 04        | Kung Fu degeaba                         | Kung Foolish        |
|           |                                         |                     |
| 05        | Liniste vă rugăm                        | Silence Please      |
| 05        | Ciuperca din blăniță                    | Fur Fungus          |
|           |                                         |                     |
| 06        | Country și Western                      | Home on the Range   |
| 06        | Curățoză acută                          | Holesome            |
|           |                                         |                     |
| 07        | Zile bolnave                            | Sick Daze           |
| 07        | Gardurile                               | Picket, Picket      |
|           |                                         |                     |
| 08        | Nostalgie dureroasă                     | Nostalgia Nast      |
| 08        | Oroare de frizerie                      | Haircut Horrors     |
|           |                                         |                     |
| 09        | Marele bebeluș                          | Big Baby            |
| 09        | Anunț neinspirat                        | Ad Bad              |
|           |                                         |                     |
| 10        | La muncă                                | Workout             |
| 10        | Cu sau fără al 6-lea simț               | 6th Senselessness   |
|           |                                         |                     |
| 11        | Teoria gemenilor                        | Twin Studies        |
| 11        | Ziua de naștere                         | Birthday Blues      |
|           |                                         |                     |
| 12        | Pianul lui mamaie                       | Grandma’s Piano     |
| 12        | Jocul de-a ghizii                       | Guide Games         |
|           |                                         |                     |
| 13        | Rândunelele moțate de mlaștină          | Prize Control       |
| 13        | Inghețată de groază                     | Ice Scream          |
|           |                                         |                     |
| 14        | Wayne, omul lup                         | Wolfman Wayne       |
| 14        | Moartea magaziei                        | Shed Dead           |
|           |                                         |                     |
| 15        | Plăcinte de spionaj                     | Spy’s Pies          |
| 15        | Când e nu înseamnă da                   | No Means Yes        |
|           |                                         |                     |
| 16        | Miss pupic                              | Miss Kissy          |
| 16        | Bătaie pe prieteni                      | Friend Fight        |
|           |                                         |                     |
| 17        | Bărbatul Wayne                          | Walk Like a Man     |
| 17        | Jucăria țopăici                         | Bouncy Bob          |
|           |                                         |                     |
| 18        | La pescuit                              | Great Bowl of Fear  |
| 18        | Nămolul minune                          | Mud Crush           |
|           |                                         |                     |
| 19        | Inspecție generală                      | Room Rage           |
| 19        | Zeii maimuțelor                         | Dirty Monkey        |
|           |                                         |                     |
| 20        | Hotelul Isterie                         | Hotel Hysteria      |
| 20        | Extratereștrii                          | Alien Glow          |
|           |                                         |                     |
| 21        | Cameleonul                              | Chameleon Chaos     |
| 21        | Ierbicidul de mlaștină                  | Weedkiller          |
|           |                                         |                     |
| 22        | De la mâncare                           | Food Fight          |
| 22        | Mari Mania                              | Marie Mania         |
|           |                                         |                     |
| 23        | Marele Lucian                           | The Great Lucioni   |
| 23        | Wendy băiețoaica                        | Wendy Boy           |
|           |                                         |                     |
| 24        | Cu cățeii                               | Petrified Poodles   |
| 24        | Războiul cu harpa                       | Harp Wars           |
|           |                                         |                     |
| 25        | Oaia neagră                             | The Bad Seed        |
| 25        | Rodeo Rita                              | Rodeo Rita          |
|           |                                         |                     |
| 26        | Funerariile râmei                       | Worm Funeral        |
| 26        | Șoseta dispărută                        | One Sock Wonder     |
|           |                                         |                     |
| SEZONUL 2 |                                         |                     |
|           |                                         |                     |
| 27        | Wayne plângăciosul                      | Weepy Wayne         |
| 27        | Primul distrugător                      | First Crusher       |
|           |                                         |                     |
| 28        | Pantaloniada                            | Pantaloonacy        |
| 28        | Gașca fetelor                           | Girl Gang           |
|           |                                         |                     |
| 29        | Problema cu tricicleta                  | Triker Trouble      |
| 29        | Inimă zbuciumată                        | Heart Wrench        |
|           |                                         |                     |
| 30        | Vampirul                                | Count Crampula      |
| 30        | Mini năzdrăvani                         | Naughty Nuptails    |
|           |                                         |                     |
| 31        | Micii paznici                           | Little Watchers     |
| 31        | Oul                                     | Egg Bound           |
|           |                                         |                     |
| 32        | Micul om mare                           | Little Big Man      |
| 32        | Stegarul                                | Flag Boy            |
|           |                                         |                     |
| 33        | Hankenstein                             | Hankenstein         |
| 33        | Dușmanul greierilor                     | Cricket Slayer      |
|           |                                         |                     |
| 34        | Bătăuș pentru Wayne                     | Bully for Wayne     |
| 34        | Agentul W                               | Agent W             |
|           |                                         |                     |
| 35        | Casa lui Wendy                          | Wendy House         |
| 35        | Cramp contra Cramp                      | Cramp vs. Cramp     |
|           |                                         |                     |
| 36        | Wayne și camera web                     | Webcam Wayne        |
| 36        | Blestemul mlaștinii                     | Swamp Curse         |
|           |                                         |                     |
| 37        | Exterminarea păduchilor                 | Lice-ence to kill   |
| 37        | Armata lui Wayne                        | Army of Wayne       |
|           |                                         |                     |
| 38        | Fantoma de baltă                        | Swampless           |
| 38        | Mami Mania                              | Mummy Mania         |
|           |                                         |                     |
| 39        | Moda ala Wendy                          | Wendy Wear          |
| 39        | Joe vagabondul                          | Homeless Joe        |
|           |                                         |                     |
| 40        | Proba de dans                           | Dance Pants         |
| 40        | Cel mai bun frate                       | Bestest Brother     |
|           |                                         |                     |
| 41        | Mania filmului                          | Film Fad            |
| 41        | Colecționarul de salivă                 | Spit Collector      |
|           |                                         |                     |
| 42        | Balena de la știri                      | News Whale          |
| 42        | Final neașteptat                        | Twisted Ending      |
|           |                                         |                     |
| 43        | Băiatul cu tatuaje                      | Tattoo Boy          |
| 43        | Fiul văcar                              | Cow Son             |
|           |                                         |                     |
| 44        | Dependent de zahăr                      | Sugar Zombie        |
| 44        | Atenție la calmarul colosal de mlaștină | Swamp Squid         |
|           |                                         |                     |
| 45        | Keith                                   | Keith               |
| 45        | Băiatul mami                            | Mommy Boy           |
|           |                                         |                     |
| 46        | Dispariția gâștelor                     | Goosenapped         |
| 46        | Dragoste cu peripeții                   | Rotten Romance      |
|           |                                         |                     |
| 47        | Inblânzitorul de lei                    | Lion Worrier        |
| 47        | Dragii bunicii                          | Grandma Dearest     |
|           |                                         |                     |
| 48        | Concursul de frumusețe                  | Mister Congeniality |
| 48        | Lăcomia                                 | Get Greedy          |
|           |                                         |                     |
| 49        | Sclavi la Super Market                  | Slave Mart          |
| 49        | Cramp, un tată super?                   | Cool For Cramp      |
|           |                                         |                     |
| 50        | Numai desert                            | Just Dessert        |
| 50        | Comoara piratului                       | Pirate Pants        |
|           |                                         |                     |
| 51        | Poneiul vorbitor                        | Neigh Means Neigh   |
| 51        | Ghinionul minerului                     | Miner Mishaps       |
|           |                                         |                     |
| 52        | Gaz ilariant                            | Laughing gas        |
| 52        | Jucării gemene                          | Twin Toys           |